# Consolas
Consolasは、ルーカス・デ・グルートによって設計された等幅フォント。Microsoftのアンチエイリアス技術ClearTypeを活用したフォントのひとつである。Windows Vista、Office 2007、Visual Studio 2010以降に含まれており、またMicrosoftからダウンロードが可能となっている。また、Windows Vistaの標準のフォントで唯一、斜線付きゼロを使用したフォントでもある。

## 特徴
Consolasは次のようなOpenTypeのレイアウト機能をサポートしている：異体字、ローカライズされた字形、大文字小文字の区別がある字形、オールドスタイル数字、ライニング数字、分数、上付き文字、下付き文字。
Courier Newの代替フォントとして設計されたが、Courier Newのバージョン2.90がサポートしていた1318グリフに対して、最初から利用可能だったのは713グリフのみだった。それから徐々に拡大し、バージョン5.32になるとサポートされているグリフの総数は2735個に増えている。

## 使用
Calibri、Cambria、Candara、Corbel、Constantiaと併せて、Microsoft Excel Viewer、Microsoft PowerPoint Viewer、Windows用Microsoft Office互換パック、およびMac用Open XML File Format Converterに同梱・配布されている。
Ascender Corporationからのライセンスによっても使用することができる。
オープンソースの代替フォントInconsolataは、Google Fontsで入手することができる。